# 1480-talet

## Händelser
- 1480 - Ivan III befriar Moskva från tatarernas välde.
- 1487 - Bartolomeo Diaz seglar runt Afrikas sydspets.
- De Prospectiva Pigendi nedtecknas.
- Venus födelse målas av Sandro Botticelli.

## Födda
- 1483 -  Martin Luther
- 1485 - Hernán Cortés, spansk conquistador.

## Avlidna
- 1481 – Erik Axelsson (Tott), svensk riksföreståndare.
- 9 april 1483 – Edvard IV av England, kung av England.
- Troligen 6 juli 1483 – Edvard V av England, kung av England.
- 30 augusti 1483 – Ludvig XI av Frankrike, kung av Frankrike.
- 12 augusti 1484 – Sixtus IV, påve.
- 22 augusti 1485 – Rikard III av England, kung av England.